# Ascodipterinae
Ascodipterinae (лат.) —  подсемейство эндопаразитических мух семейства Streblidae. Распространены в тропиках и субтропиках Старого света. Включает два рода: Ascodipteron Adensamer, 1896 (15 видов) и Maabella Hastriter et Bush, 2006 (1 вид). Взрослые самки внедряются под кожу летучих мышей, отбрасывая при этом крылья и конечности. После внедрения их брюшко разрастается, закрывая голову и грудь.